# 燃灯节

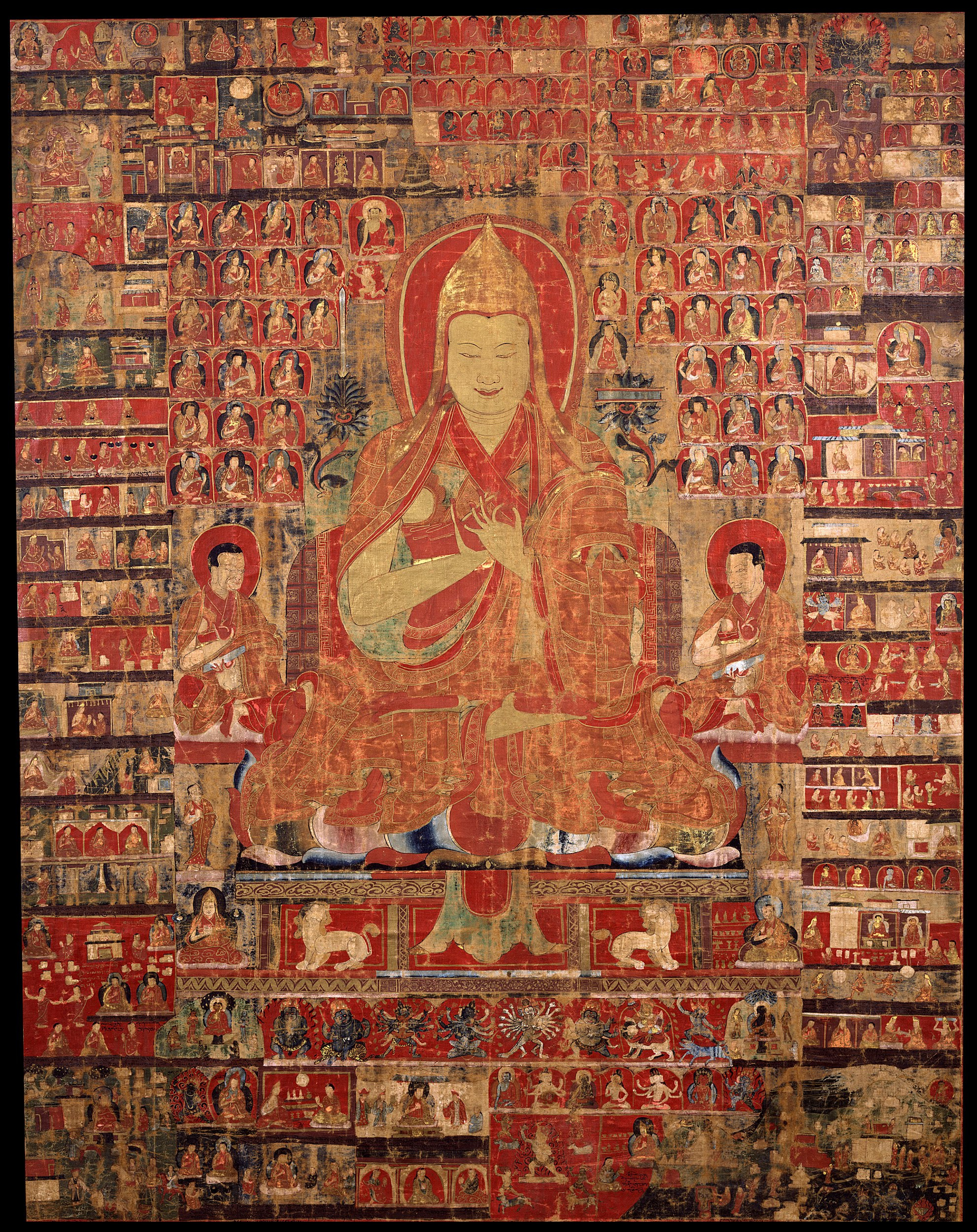
绘于15世纪藏区以格鲁派祖师宗喀巴为主尊的唐卡

燃灯日（藏語：དགའ་ལྡན་ལྔ་མཆོད།，藏语音译甘丹阿曲，又译甘丹五供），是格鲁派为首的藏传佛教僧众于每年藏历10月25日以甘丹寺为中心、为纪念缅怀宗喀巴示寂涅槃而举行的宗教仪轨。每年的这一天，甘丹寺僧人会在大殿中用彩色礦石粉繪製壇城，用木料、酥油、糌粑塑制出各種神鬼、動物、花果、樹木等形象並飾以五彩，供人祭祀和祈禱，与此同时，其他格鲁派僧众会在各自寺院内外的佛坛与家中窗台上点燃酥油灯，昼夜不灭，举行诵经、磕头、灯供仪式等活动，祈愿宗喀巴赐与善良的人们智慧与福祉。

## 起源
燃灯节，藏语音译“噶登阿曲”（即“五供”）。1419年藏历十月二十五日是藏传佛教格鲁派创始者宗喀巴·洛桑扎巴圆寂之日，人们因此在此日设立燃灯节，以此纪念他。但因信息沟通不畅，各地区收到宗喀巴去世的消息的时间也各有不同，因此燃灯节的时间也有差异。内蒙古以及中国内地一些地方因不通晓藏历，而将汉族农历十月二十五日定为了燃灯节。因格鲁派在藏传佛教后期兴起，受其影响，藏传佛教的其他派别（比如宁玛派、噶举派、萨迦派）也过“燃灯节”。

## 习俗
在燃灯节期间，各地均有不同的祭祀习俗，但所有格鲁派的寺庙及其信徒都在屋顶、窗台、经堂里点燃许多盏酥油灯，并在佛堂中供上一碗水。除此之外，在这一天，人们还会念经来祈祷，愿众生能超度投胎作“三善趣”（天道、阿修罗道、人道）。
青海的塔尔寺是宗喀巴的出生地，在燃灯节晚上，人们会登上屋顶，诵读经文。甘肃的拉卜楞寺会在燃灯节期间向信徒开放寺庙内的所有殿堂，并各尊佛前置雪上供。在西藏，庆祝燃灯节的主要地点是在大昭寺。在燃灯节当日的下午，人们将酥油灯装扮在八廓街和大昭寺广场上，在大昭寺外面的墙上也置有酥油灯。与会的人们盛装出席，一边在八廓街顺时针转经，一边在煨桑。信徒们会将桑枝投入大昭寺前的香炉，祈祷神佛能够为自己带来好运。在四川省康定市，燃灯节被称为“元根灯节”。当年安觉寺竣工后，人们选择在燃灯节这天举行寺庙的开光典礼，但因制灯所需的供品不够，只得将本地盛产的元根（即芜菁）的中心挖空，制成元根灯来供佛，燃灯节也因此被称为“元根灯会”（一说叫“芫根灯会”）。如今，多数蒙古族已不过燃灯节。乌苏市蒙古族在燃灯节期间一般不燃灯，取而代之的是如赛马、摔跤、歌舞等娱乐活动。